# Hefeteig

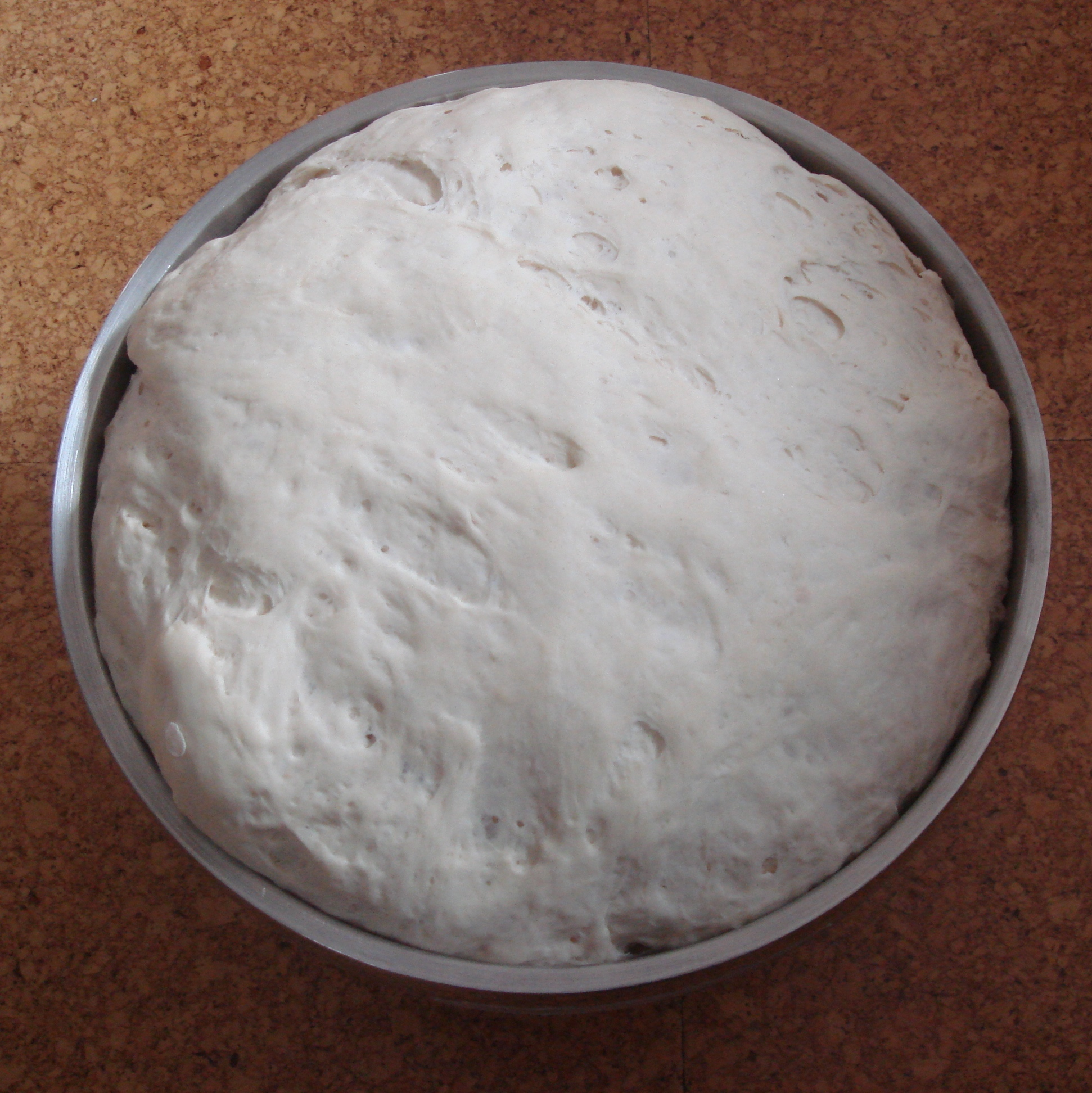
Zubereitung von Hefeteig, hier ein Brotteig beim Aufgehen

Hefeteig (in Bayern und Österreich auch Germteig) ist ein Teig, der aus Mehl, Wasser und Backhefe hergestellt wird. Je nach Art des Gebäckes werden weitere Zutaten (zum Beispiel Salz, Zucker, Milch, Fett, Eier oder Früchte) verwendet. Ebenfalls abhängig vom gewünschten Produkt gibt es unterschiedliche Führungsarten.
Von Hefeteig wird nur in Verbindung mit Weizen oder Dinkel gesprochen. Zur Fertigstellung wird der Teig je nach Art im Backofen gebacken, im heißen Fett frittiert, über Dampf oder im Wasserbad gegart.
Typische Gebäcke sind Butterkuchen, Berliner Pfannkuchen, Hefeteilchen, Stutenkerle, Pizza oder Wochenendstuten.
Hefeteig wird für sehr unterschiedliches Backwerk verwendet,
- ohne Zuckerzusatz üblicherweise für Brot, Brötchen, Semmeln und Pizzateig;
- mit wenig Zuckerzugabe üblicherweise für Dampfnudeln, Krapfen, Strudel, Buchteln, Schnecken und Plundergebäck (da bei diesen Gebäcken eher eine süße Fülle oder Beigabe verwendet wird)
- und üblicherweise mit mehr Zuckerbeigabe für ungefüllte Kuchen wie etwa Gugelhupf, Hefezopf, Stollen und andere.

## Klassifizierung
Hefeteige werden in vier Gruppen unterschieden, wobei sie maßgeblich nach der Rezeptur klassifiziert werden. Die Teigführung und die Art der Hefe (Bäckerhefe/Weizensauer) sind dabei ohne Bedeutung.
- Einfacher Hefeteig enthält Wasser, Mehl, Salz, Hefe als Triebmittel und gegebenenfalls Backmittel, wie z. B. Backmalz. Je nach Art des Teiges wird Zucker oder Fett – in unterschiedlichen Verhältnissen – zugegeben. Durch Teigführung, Form, Aufmachung und zusätzliche Zutaten formt dieser Grundteig seit Generationen die europäische Weißbrot- und Kleingebäckkultur. Es handelt sich hier um Frischgebäcke, die nur zum schnellen Verzehr geeignet sind. Typische Gebäcke sind Weißbrot, Brötchen, Baguette, Ciabatta und Pizza.

- Toastbrotteige unterscheiden sich vom einfachen Hefeteig durch einen erhöhten Fettanteil. Das Produkt ist mürber, saftiger und hält sich länger frisch. Allerdings fehlt ihm die Rösche (Kruste), die bei Brötchen oder Baguette typisch ist. Durch den Fettanteil sind sie länger lager- und genussfähig und eignen sich gut zum Rösten. Typische Gebäcke aus solchen Teigen sind Toastbrot, Hamburgerbrötchen oder Hotdog-Brötchen.

- Der Bezeichnung Hefefeinteig liegen in Deutschland bestimmte Qualitätsvorschriften zugrunde. So darf ein Hefeteig von Bäckern nur als fein bezeichnet werden, wenn er auf 90 Teile Mehl (Getreideprodukte) mindestens 10 Teile Fett und/oder Zucker enthält.

Einteilung Hefefeinteige:
|            | leichte Hefefeinteige                 | mittelschwere Hefefeinteige                           | schwere Hefefeinteige              |
| ---------- | ------------------------------------- | ----------------------------------------------------- | ---------------------------------- |
| Zutaten    | bis zu 10 % Zucker bis zu 10 % Fett   | bis zu 20 % Zucker bis zu 20 % Fett                   | bis zu 20 % Zucker über 20 % Fett  |
| Verwendung | Strudel, Streuselkuchen, Plunderteige | Buchteln, Brioches, Bienenstich, Berliner Pfannkuchen | Gugelhupf, Savarins, Christstollen |

- Stutenteige sind feine Hefeteige, die neben einem hohen Anteil Fett auch Zucker in unterschiedlichen Verhältnissen enthalten. Diese Gebäcke sind durch Fett und Zucker mürbe, saftig und sehr gut lagerfähig. Oft wird auch Milch oder Milchpulver zugegeben. Hier reicht die Palette der Verwendung vom einfachen Hefehörnchen über Plunder bis zum Stollen. Es handelt sich also um einen Teig, aus dem vielfältige und beliebte Gebäcke gefertigt werden.

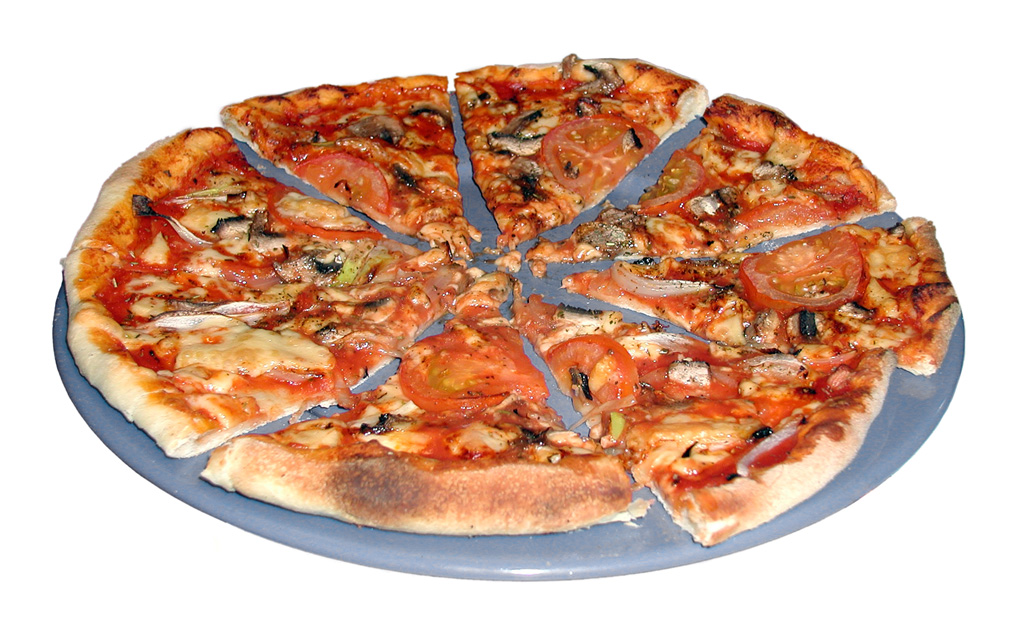
Pizza mit Tomaten, Käse, Pilzen und Zwiebeln
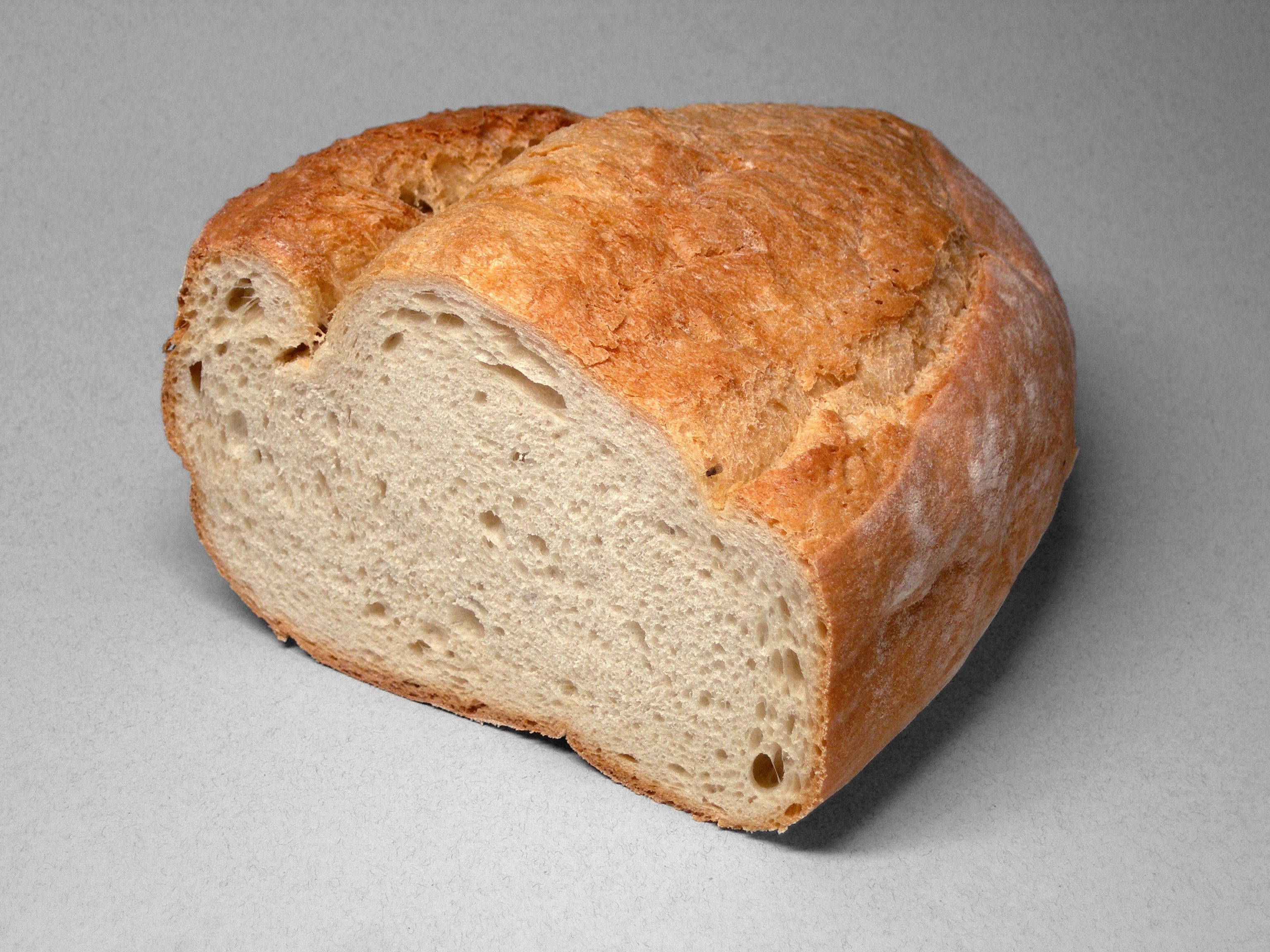
Französisches Weißbrot
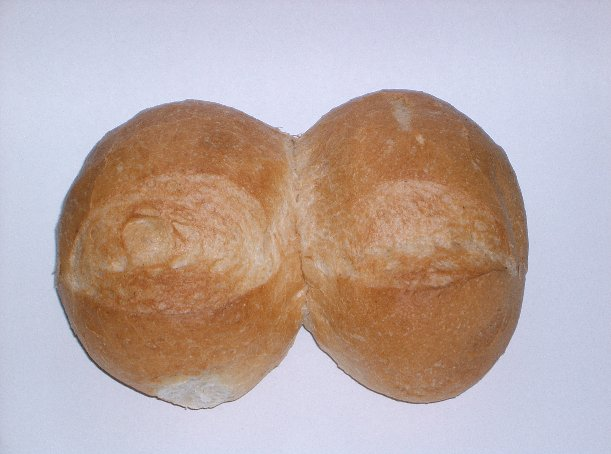
Doppelsemmel
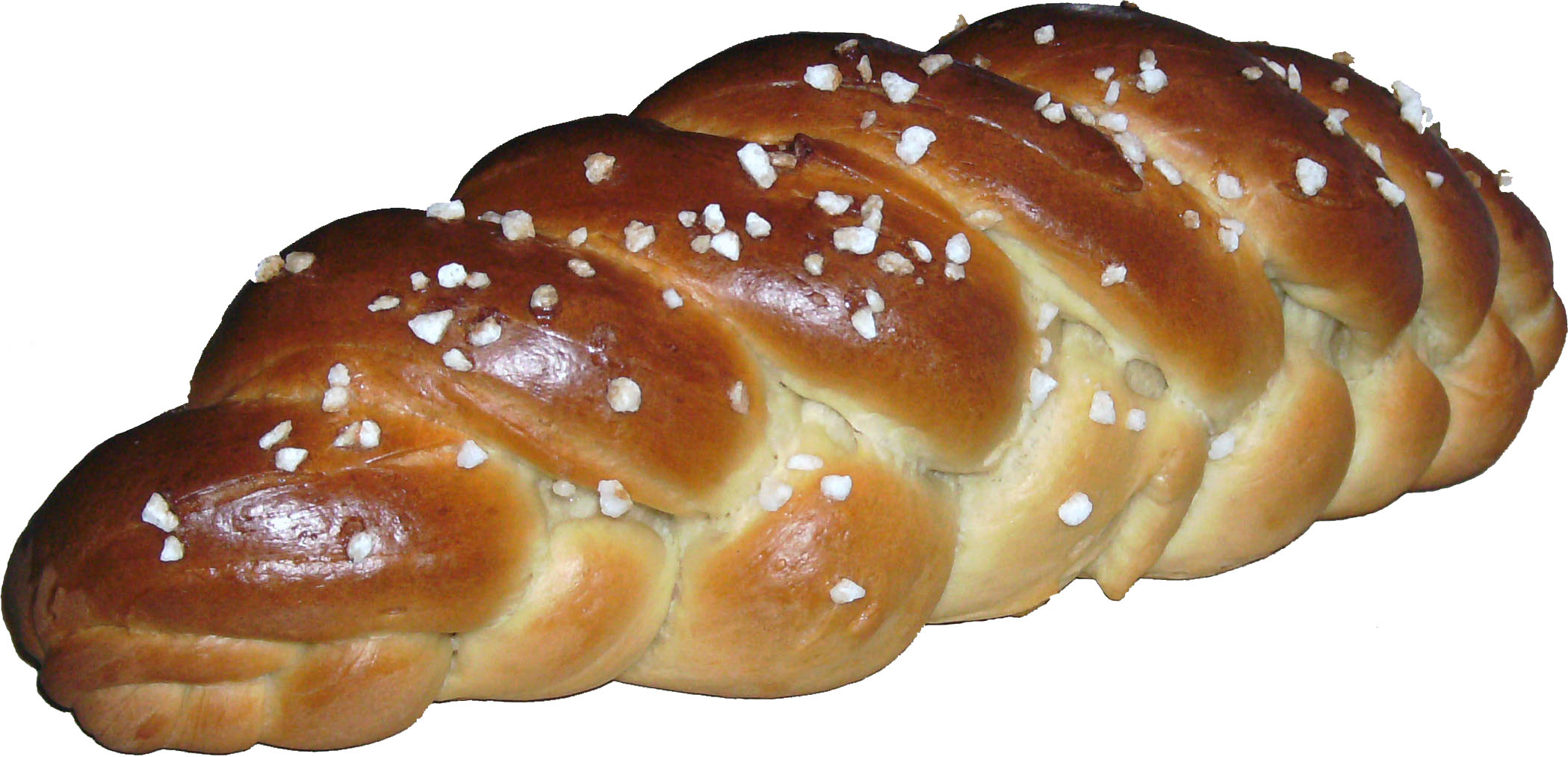
Hefezopf aus 5 Strängen geflochten
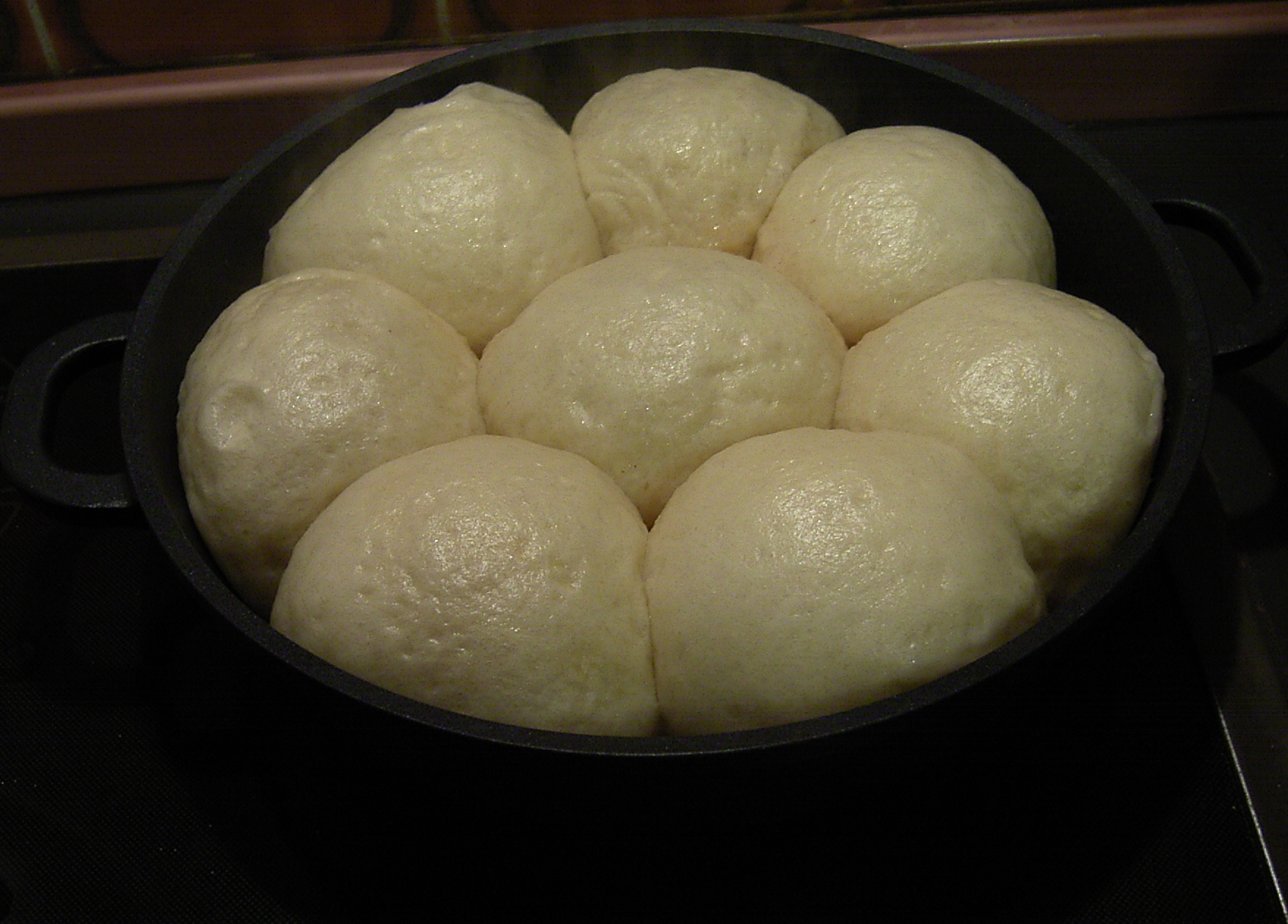
Zubereitung von Dampfnudeln aus Hefeteig
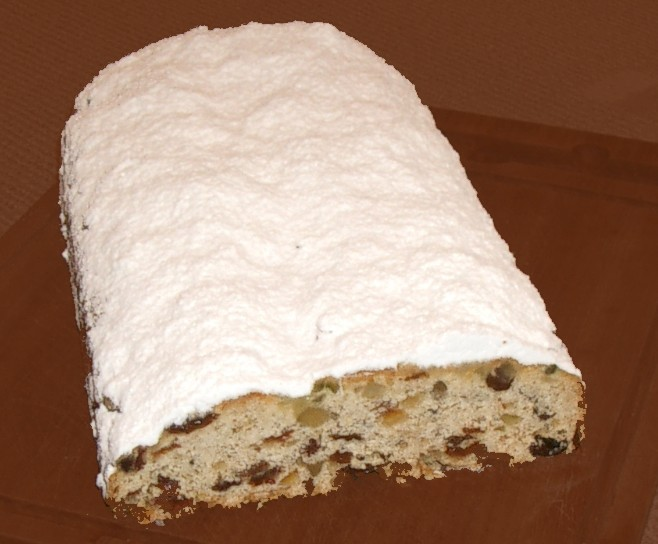
Angeschnittener Christstollen
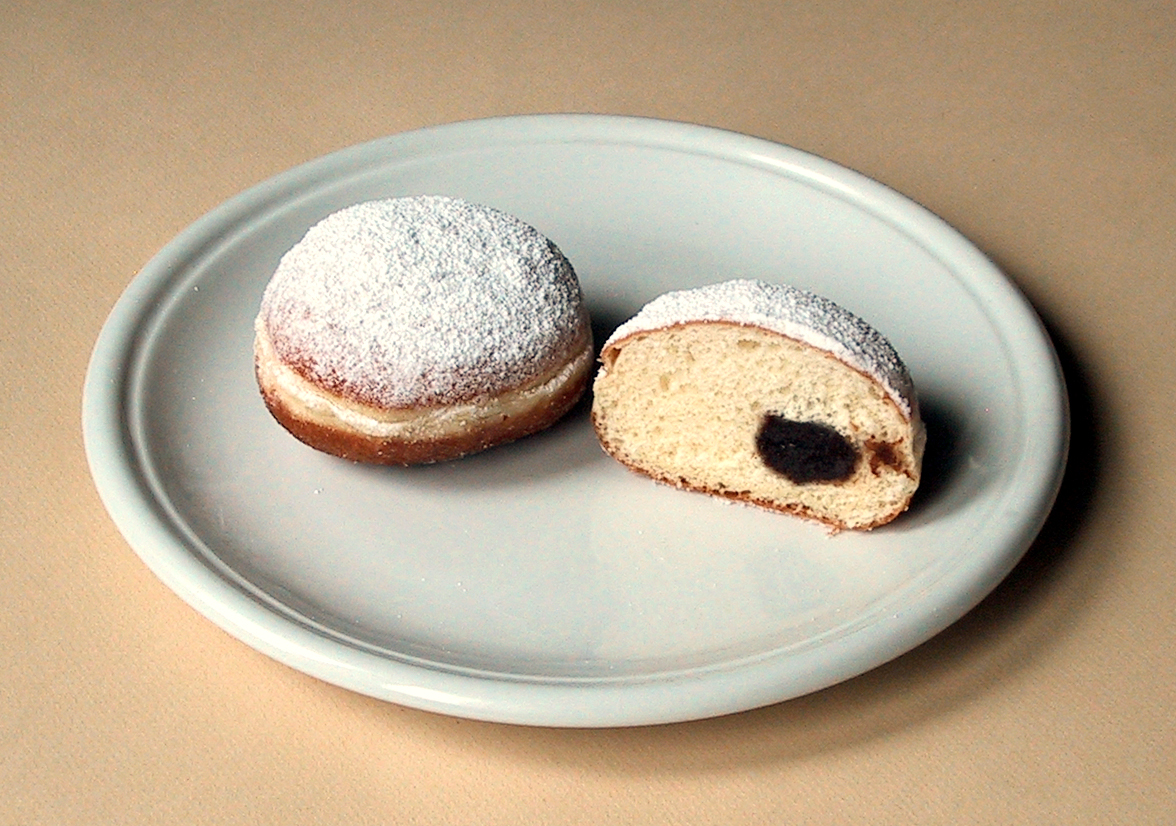
Berliner Pfannkuchen mit Pflaumenmus
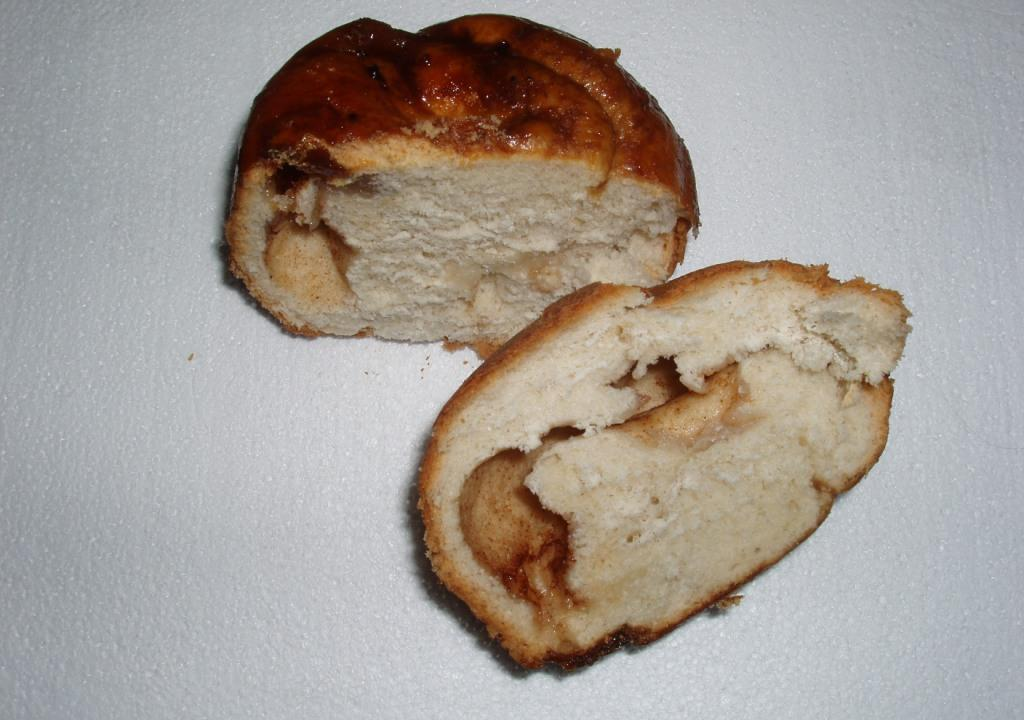
Zuckerreinkerl, geteilt
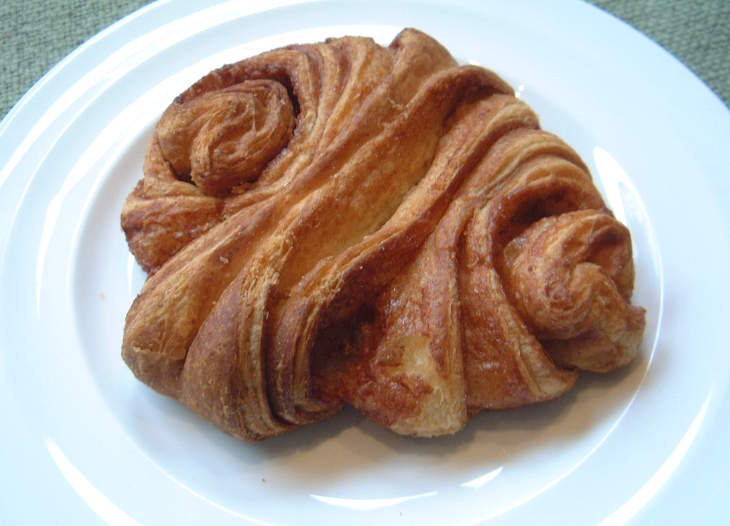
Franzbrötchen aus Plunderteig

## Teigführung und Verfahren der Herstellung
Der Charakter von Backwaren wird nicht nur durch die Qualität der verwendeten Rohstoffe beeinflusst, sondern auch durch die Verarbeitungsverfahren maßgeblich bestimmt.
- Die Direkte Führung ist heute weit verbreitet. Die Zutaten werden nach dem All-In-Verfahren zum Teig verarbeitet. Leistungsfähige Knetmaschinen, malzhaltige Backmittel und gezielt gezüchtete Bäckerhefe verkürzen die Reifezeit. Eine ausreichende Teigruhe ist erforderlich. Brötchen, Weißbrot und viele Gebäcke aus Stutenteig werden heute nach diesem Verfahren produziert.
- Die Indirekte Führung wird vorwiegend in Bio-Bäckereien und im Haushalt angewendet. Dieses Verfahren verbessert das Aroma des Endproduktes und wird neuerdings häufiger im Handwerk angewendet. Aus Mehl, Wasser und Hefe (Weizensauer) wird ein Vorteig angesetzt, der ruht, damit die Hefe sich gut entwickeln kann. Es kommt weniger Hefe als bei der direkten Führung zum Einsatz. Bei schweren Hefeteigen mit viel Fett und Zucker ist diese Führung erforderlich, um der Hefe eine angemessene Entwicklung zu gewähren. Ein typisches Beispiel ist der Stollen.
- Poolish ist eine besondere Art des Hefevorteiges. Der französische „Poolish“, wird unter anderem bei der Zubereitung von Baguette verwendet. Dieser Vorteig ist dünnflüssig (Mehl und Wasser im Verhältnis 1:1) und enthält wenig Hefe oder Sauerteig. Er wird lange und verhältnismäßig kühl geführt. Erreicht wird dadurch eine besondere Teigkonsistenz, eine grobporige Krume und ein ausgezeichnetes Aroma.
- Weizensauerteig, auch „Levain“, wird vorwiegend in Biobäckereien verwendet, die keine Bäckerhefe zugeben dürfen. Sauerteig ist die Urform der Teiglockerung, bei der neben den erwünschten „wilden Hefen“ auch Milchsäurebakterien vorkommen, die nur bedingt erwünscht sind. In geringen Mengen verbessert Milchsäure Aroma, Frischhaltung und Textur. Auch wird die Brotkrankheit Fadenziehen verhindert. Milchsäure in hohen Konzentrationen verschlechtert die Backfähigkeit und Geschmack.[3] Weizensauer wird häufig in Verbindung mit Vorteig oder Poolish verwendet. Die Industrie bietet Reinzuchtsauer an, die auch den Richtlinien der Bio-Bäcker entsprechen.
- Hefeteig aus Restteig, „Levain de pâte“, ist ein altes Verfahren, um ohne Bäckerhefe Teige zu bereiten. Der gegorene Teig wird am Vortag zu einem Teig verarbeitet und ruht über Nacht. In Italien und Frankreich wird heute noch nach diesem Verfahren Brot produziert.

Das in österreichischen Kochbüchern oft beschriebene „Dampfl“, ein Gemenge von Germ (Hefe) in warmer Flüssigkeit, dient nicht zum Aktivieren der Hefe, sondern stellt eine Gärprobe dar, mit der geprüft werden soll, ob die Hefe noch treibfähig ist.
Hefeteiggebäck bleibt (länger) weich und zart, wenn nach der Hälfte der Backzeit eine kleine Menge heißes Wasser in den Backofen eingebracht wird, das beim Backen eine Dampfatmosphäre bildet.

## Vorgänge im Hefeteig
Während des Knetvorganges quillt das kleberbildende Gluten auf und wird zäh. Der Teig bekommt dadurch die Fähigkeit, Gase zu halten und aufzugehen. Durch den Knetvorgang werden die aneinander haftenden (Adhäsion) Stärkekörner getrennt und Wasser lagert sich in Rillen und Spalten an. Dadurch kann die Stärke während des Backprozesses verkleistern.
Damit gehen verschiedene enzymatische Vorgänge einher, durch die Bestandteile des Mehls abgebaut werden. Diese Vorgänge sind stark temperaturabhängig und verlaufen mit der Anwesenheit von Säure langsamer. Die Enzyme stammen aus dem Mehl, werden aber auch von der Hefe abgesondert. Polysaccharide werden zu Einfach- und Doppelzuckern (also Monosaccharide und Disaccharide) abgebaut. Damit wird Zucker für die Zellatmung der Hefe produziert, Vermehrung und Gärung der Hefe ist somit möglich. Gleichzeitig werden Aromastoffe und deren Vorstufen gebildet, welche unter anderem das Aroma des Produktes bestimmen.
Gewöhnlich baut Hefe unter Sauerstoffverbrauch (aerob) Zucker durch Zellatmung zur Energiegewinnung ab. Sie ist aber auch fakultativ anaerob. Zuckerstoffe werden über eine lange Reihe enzymatisch (Glykolyse – Oxidative Decarboxylierung – Citratzyklus – Atmungskette) umgesetzt.
- Unter Sauerstoffverbrauch werden die Produkte vollständig zu Kohlendioxid und Wasser oxidiert.
- Bei Sauerstoffmangel wird die Energie alternativ durch die alkoholische Gärung gewonnen: Glucose + 2 Adenosindiphosphat + 2 Phosphat ergibt 2 Ethanol + 2 Kohlenstoffdioxid + 2 Adenosintriphosphat.[4]

Durch die Zersetzung des Mehles leidet die Stabilität des Produktes. Zur Beschleunigung der Gare und zur Entlastung des Teiggerüstes werden daher malzhaltige Backmittel zugegeben.

## Geschichte
Hefen sind in der Menschheitsgeschichte sicher schon früh in Erscheinung getreten. Zufällig gärendes Obst oder Getreidebrei sind nachgewiesen. Allerdings lässt das nicht den Schluss zu, dass gezielt Lebensmittel veredelt wurden. Die Urform der Hefe ist in Sauerteigen durch spontane Gärung und fortlaufende nutzbar gemacht worden. Diese Sauerteige bestanden aus einem Gemisch aus Hefen und Milchsäurebakterien.
Die Phönizier brauten Bier und sind die ersten Menschen, die nachweislich die Wirkung der Hefe planmäßig nutzten. Im Papyrus Ebers (1555 v. Chr.) wird erstmals Bierhefe beschrieben. „Schlamm oder Bodensatz“, der bei der Bierherstellung anfiel, wurde zur Linderung unterschiedlicher Hautkrankheiten verwendet. Es handelt sich zweifellos um Hefe, die sich nach der Gärung am Boden absetzt.
Die Ägypter wurden Brotesser genannt. Dreißig verschiedene Brotsorten wurden nachgewiesen, worunter ein Vorläufer der heutigen Hörnchen zu nennen ist. Sie kannten die Wirkung der Hefe schon vor mehr als 4000 Jahren. Allerdings war das Brot nach unseren heutigen Qualitätsansprüchen nicht genießbar, wie die Ägyptologin und Zahnärztin Judith Miller in ihrer Forschungsarbeit bewies. Die Zähne der alten Ägypter aus der Zeit der ersten Dynastien waren über das Alte, Mittlere und Neue Reich bis in die Epoche der Ptolemäer, also über 3000 Jahre, in sehr schlechtem Zustand. Meistens war der Zahnschmelz fast völlig abgerieben. Ursache ist das harte Getreide, welches nur durch Zugabe von Sand gemahlen werden konnte und stark verunreinigtes Brot lieferte.
Plinius der Ältere beschrieb in seiner Naturalis historia (um 77 n. Chr.) die Gewinnung von Sauerteig durch die Vermischung von Weizenkleie mit drei Tage altem Traubenmost. Auch Verfahren der Spontansäuerung und die Weiterführung von Sauerteigen waren ihm bekannt.
Nördlich der Alpen wurde bereits vor 30.000 Jahren Mehl gemahlen, zumindest im Gebiet des heutigen Russland und der Tschechischen Republik. Hefeteige, welche die Kelten zur Brotherstellung (entweder mit Hefe aus der Bierherstellung das den Kelten seit dem 3. Jahrtausend v. Chr. bekannt war oder aber auch aus Hefemischungen wie Sauerteig) gewannen, sind ab 713 v. Chr. nachgewiesen. Hefeteige, die nachweislich ausschließlich Hefe zur Teiglockerung verwendet haben und ohne Sauerteig hergestellt wurden, sind in Deutschland erst seit dem 15. und 16. Jahrhundert verbrieft. Früher wurde obergärige und später auch untergärige Hefe, welche bei den Brauern und Schnapsbrennern anfiel, als Nebenprodukt an Bäckereien verkauft. Um 1700 sind die ersten Hefezüchtungen in Europa bekannt, die in erster Linie aber auf die Erfordernisse der Brauer und Brenner zielten. Diese Kulturen produzierten in erster Linie Alkohol und verfügten über geringe Triebkraft, wie sie im Hefeteig erforderlich ist. Hefe für die Bäckereien fiel nicht in ausreichender Menge und Qualität an. Die Züchtung neuer Kulturen wurde ab 1877 durch neue Technologien in den Brauereien angetrieben. Durch die Entwicklung der Kühlmaschine durch Carl von Linde konnte ganzjährig gebraut werden. Die Brauereien stiegen zunehmend von obergärigem zu untergärigem Bier um. Der Umstand förderte die Kultivierung der Hefen, welche für die Teiglockerung besser geeignet sind. Auch die Verfahren der Produktion wurden verbessert und optimiert. Um 1900 wurde die Bierhefe aus den Bäckereien vollständig durch Bäckerhefe verdrängt.